# Mistrovství světa v atletice
Mistrovství světa v atletice je sportovní akce celosvětového významu pořádaná Mezinárodní asociací atletických federací (IAAF). Svým významem a dopadem na společnost sice nedosahuje takových rozměrů jako olympijské hry, ale v rámci lehké atletiky je to největší světová sportovní událost.

## Historie
Idea založit mistrovství světa v lehké atletice je mnohem starší, než první uspořádané mistrovství v roce 1983 v Helsinkách. Již v roce 1913 se objevily první úvahy o možném uspořádání světového šampionátu v atletice. Ale až v roce 1960 členské země IAAF rozhodly, že se taková soutěž bude konat a až v roce 1976 koncil IAAF tuto myšlenku začal uskutečňovat.
Následovala volba mezi pořadatelskými zeměmi prvního mistrovství. Volilo se mezi Stuttgartem v Německu a Helsinkami ve Finsku. Koncil IAAF přidělil pořadatelství Helsinkám a zde se také na olympijském stadionu v roce 1983 první atletické mistrovství světa v historii uskutečnilo.
Prvního šampionátu se zúčastnilo na 1 355 atletů ze 154 zemí světa. Během let rostly počty zúčastněných atletů i zemí, stejně jako se měnily a byly do programu přidávány disciplíny a soutěže žen, dříve do programu nezařazené.

## Novinky na programu
- 1987 – ženský závod na 10 000 m a chůze na 10 km
- 1993 – ženský trojskok
- 1995 – ženský závod na 5 000 m, nahradil závod na 3 000 m
- 1999 – ženská tyčka, kladivo a nahrazení ženské chůze na 10 km chůzí na 20 km
- 2005 – ženský závod na 3000 m steeplechase

## Mistrovství světa v atletice
| Poř. | Rok     | Město     | Země               | Datum konání                     | Místo konání                 | Počet disciplín | Počet sportovců | Reference |
| ---- | ------- | --------- | ------------------ | -------------------------------- | ---------------------------- | --------------- | --------------- | --------- |
| 1.   | MS 1983 | Helsinky  | Finsko             | 7. srpen – 14. srpen 1983        | Olympijský stadion           | 41              | 1333            | [ 1 ]     |
| 2.   | MS 1987 | Řím       | Itálie             | 28. srpen – 6. září 1987         | Stadio Olimpico              | 43              | 1419            | [ 2 ]     |
| 3.   | MS 1991 | Tokio     | Japonsko           | 23. srpen – 1. září 1991         | Národní stadion              | 43              | 1491            | [ 3 ]     |
| 4.   | MS 1993 | Stuttgart | Německo            | 13. srpen – 22. srpen 1993       | Gottlieb-Daimler-Stadion     | 44              | 1630            | [ 4 ]     |
| 5.   | MS 1995 | Göteborg  | Švédsko            | 5. srpen – 13. srpen 1995        | Ullevi                       | 44              | 1755            | [ 5 ]     |
| 6.   | MS 1997 | Athény    | Řecko              | 1. srpna – 10. srpna 1997        | Olympijský stadion           | 44              | 1785            | [ 6 ]     |
| 7.   | MS 1999 | Sevilla   | Španělsko          | 20. srpen – 29. srpen 1999       | Estadio La Cartuja           | 46              | 1750            | [ 7 ]     |
| 8.   | MS 2001 | Edmonton  | Kanada             | 3. srpna – 12. srpna 2001        | Commonwealth Stadium         | 46              | 1602            | [ 8 ]     |
| 9.   | MS 2003 | Paříž     | Francie            | 23. srpen – 31. srpen 2003       | Stade de France              | 46              | 1679            | [ 9 ]     |
| 10.  | MS 2005 | Helsinky  | Finsko             | 6. srpen – 14. srpen 2005        | Olympijský stadion           | 47              | 1687            | [ 10 ]    |
| 11.  | MS 2007 | Ósaka     | Japonsko           | 24. srpen – 2. září 2007         | Stadion Nagai                | 47              | 1800            | [ 11 ]    |
| 12.  | MS 2009 | Berlín    | Německo            | 15. srpen – 23. srpen 2009       | Olympiastadion Berlín        | 47              | 1895            | [ 12 ]    |
| 13.  | MS 2011 | Tegu      | Jižní Korea        | 27. srpna – 4. září 2011         | Daegu Stadium                | 47              | 1742            | [ 13 ]    |
| 14.  | MS 2013 | Moskva    | Rusko              | 10. srpna – 18. srpna 2013       | Lužniki                      | 47              | 1784            | [ 14 ]    |
| 15.  | MS 2015 | Peking    | Čína               | 22. srpen – 30. srpen 2015       | Pekingský národní stadion    | 47              | 1761            | [ 15 ]    |
| 16.  | MS 2017 | Londýn    | Spojené království | 4. srpen – 13. srpen 2017        | Olympic Stadium              | 48              | 1857            | [ 16 ]    |
| 17.  | MS 2019 | Dauhá     | Katar              | 27. září – 6. říjen 2019         | Chalífův mezinárodní stadion | 49              | 1775            | [ 17 ]    |
| 18.  | MS 2022 | Eugene    | USA                | 15. červenec – 24. červenec 2022 | Hayward Field                | 49              | 1972            | [ 18 ]    |
| 19.  | MS 2023 | Budapešť  | Maďarsko           | 18. srpen – 27. srpen 2023       | National Athletics Centre    | 49              |                 |           |
| 20.  | MS 2025 | Tokio     | Japonsko           | 13. září 2025 – 21. září 2025    | Národní stadion              |                 |                 | [ 19 ]    |